# Angelo Massafra
Ângelo Massafra, O.F.M (San Marzano di San Giuseppe, 23 de março de 1949) é um arcebispo católico italiano de ascendência Arbëreshë, arcebispo emérito da Arquidiocese de Shkodër-Pult.
Ele vem da família Arboresa, era filho de Cosimo Massafra. Foi educado no Seminário Maior da Ordem Franciscana da Apúlia. Em 21 de setembro de 1974, foi ordenado sacerdote em Lecce pelo arcebispo Francesco Minerva. Em 1993 foi transferido para a Albânia, onde começou a trabalhar no seminário franciscano de Lezha. Em 1996 começou a trabalhar em Rrëshen, um ano depois tornou-se Ordinário da diocese local. Em 1998 foi nomeado Arcebispo - Ordinário da Arquidiocese do Juízo Final. Nos anos 2000-2006 e novamente a partir de 4 de fevereiro de 2021, ele é o presidente da conferência episcopal albanesa. Em 2003 e 2007 visitou a Polónia. Nos anos de 2014-2016 foi vice-presidente do Conselho das Conferências Episcopais Europeias.
Em 8 de janeiro de 2025 foi aceito a sua renuncia.